# Las Solnicki
Las Solnicki – teren zielony położony na terenie gminy Białystok w województwie podlaskim.
Las Solnicki położony jest w południowej części Białegostoku, w sąsiedztwie lotniska Krywlany. Powierzchnia lasu wynosi około 700 ha. Razem z lasem Pietrasze i Lasem Wesołowskim, zajmują powierzchnię ponad 13km². Jego atrakcyjność turystyczna wynika z występowania siedliska boru mieszanego świeżego i drzewostanu w wieku 60-80 lat. Nadzór nad gospodarką leśną sprawuje Nadleśnictwo Dojlidy.

## Przyroda
Głównymi gatunkami tworzącymi drzewostan Lasu Solnickiego są: sosna zwyczajna, świerk pospolity, dąb szypułkowy, lipa drobnolistna, klon zwyczajny, jesion wyniosły, brzoza brodawkowata, wiąz szypułkowy, modrzew europejski, olsza czarna, grab zwyczajny, topola osika, grusza dzika, jarząb pospolity, głóg jednoszyjkowy, jabłoń dzika.
Występują dwa gatunki porostów z rodzaju włostek Bryońa i dwa z rodzaju brodaczek Usnea, dzięcioł średni, czarny i zielonosiwy oraz sowy z gatunku puszczykowatych.

## Rekreacja
Na terenie lasu znajduje się wiele ścieżek rekreacyjnych i rowerowych.